# Svetozár Stračina
Svetozár Stračina (3. prosince 1940 Martin – 26. února 1996 Bratislava) byl slovenský hudební skladatel, klavírista, hudební aranžér, hudební režisér, hudební organizátor, folklorista a sběratel lidových artefaktů.

## Životopis
Základní školu navštěvoval v Banské Bystrici. Absolvoval studium hry na klavír a akordeon na konzervatoři v Banské Bystrici, hudební vědu studoval posléze na Univerzitě Komenského v Bratislavě. Aktivně se věnoval sbírání a úpravám lidových písní a dalších folklórních artefaktů. Aktivně spolupracoval s nejvýznamnějšími slovenskými folklórními soubory Lúčnica a SĽUK, působil také jako spoluorganizátor folklórních festivalů. Kromě sbírání a nahrávání lidových písní a úprav hudebního folklóru se věnoval komponování orchestrálních děl, filmové a scénické hudby (televize, rozhlas, film i divadlo). Věnoval se i drobné literární tvorbě, psal básně a písňové texty.
Pochován je v Banské Bystrici. Ve Středoslovenském muzeu tamtéž má svoji stálou expozici.

## Diskografie
- Svetozár Stračina – Neďaleko do neba

## Filmová hudba, výběr
- 1972 - Zajtra bude neskoro, režie: Martin Ťapák
- 1975 - Pacho, hybský zbojník, režie: Martin Ťapák, kamera: Benedikt Krivošík
- 1981 - Plavčík a Vratko, režie: Martin Ťapák
- 1982 - Popolvár najväčší na svete, režie: Martin Ťapák
- 1986 - Alžbetin dvor, režie: Andrej Lettrich
- 1988 - Maľovanky – spievanky – Jeseň, loutkový film, kamera: Milan Peťovský, režie: Helena Slavíková-Rabarová